# 平和の森公園 (中野区)

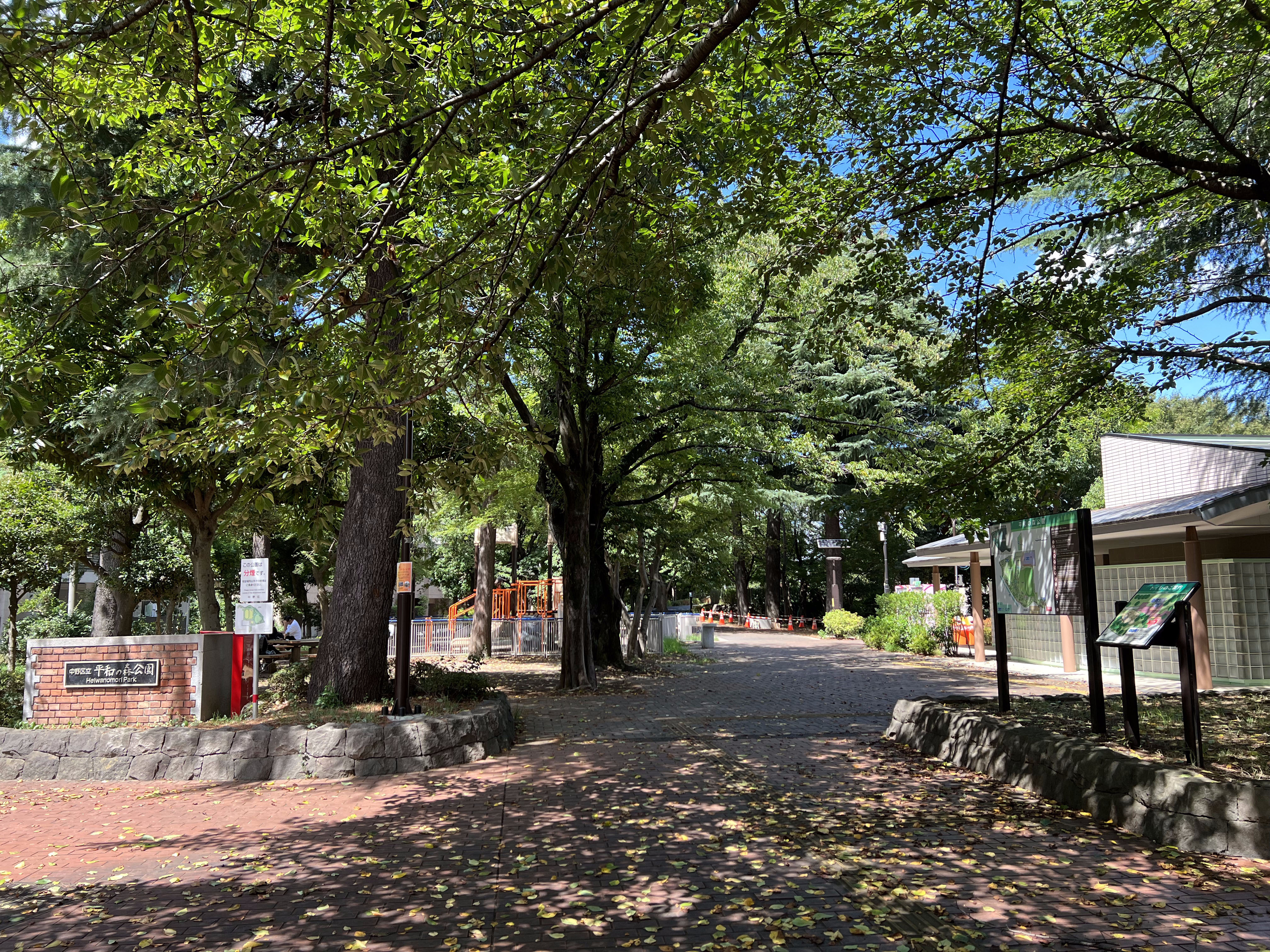

中野区立平和の森公園（なかのくりつ へいわのもりこうえん）は、東京都中野区新井にある公立公園である。
旧中野刑務所跡地。同名の公園を全国の複数の自治体に確認できるが、特につながりはない。

## 概要
元々この場所は中野刑務所であったが、住宅化の流れや地域環境などの観点から廃所され、1983年に公園として整備されて開園した。2016年に再整備の基本設計がまとまり、2017年11月より再整備工事が開始されており、完成はしていない。2020年、一角に中野区立総合体育館が完成した。
再整備工事以前の敷地内には芝生の広場や野球広場などの他、当地で発掘された弥生時代の竪穴建物が復元されていたり、平和について考える平和資料展示室などがあった。また、元刑務所の敷地内には当公園のほか、東京都下水道局中野水再生センター（下水処理施設）や法務省矯正研修所東京支所が隣接してある（ただし、法務省矯正研修所は昭島に移転済）。

## 歴史
- 1910年 - 市谷にあった刑務所が豊多摩刑務所（後に中野刑務所）として当地に移転。主に治安維持法に抵触した政治犯や思想犯の収容所であった
- 1975年 - 廃庁が決定
- 1985年10月1日 - 跡地に平和の森公園として部分開園
- 1995年 - 下水道処理施設が完成
- 2016年 - 再整備の基本設計がまとまる[1]
- 2017年11月 - 再整備工事開始[2]
- 2020年10月-中野区立総合体育館が完成。

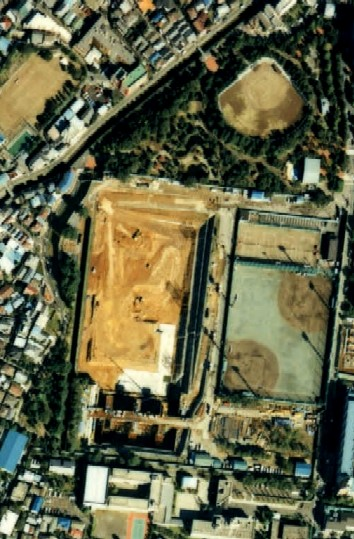
1989年の開発中の航空写真
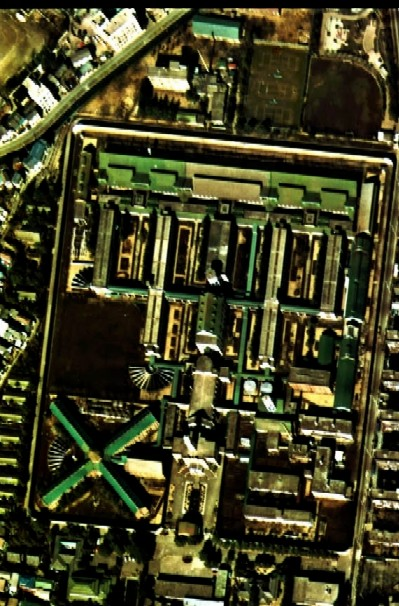
1974年の中野刑務所の航空写真

## 主な施設
- 多目的運動広場
- 中野区立総合体育館

（以下隣接施設）
- 法務省矯正研修所東京支所（昭島に移転した）
- 中野水再生センター

なお、かつての法務省矯正研修所東京支所の敷地内に旧中野刑務所正門が保存されている。
敷地面積 54,658.99 m2（2005年5月現在）

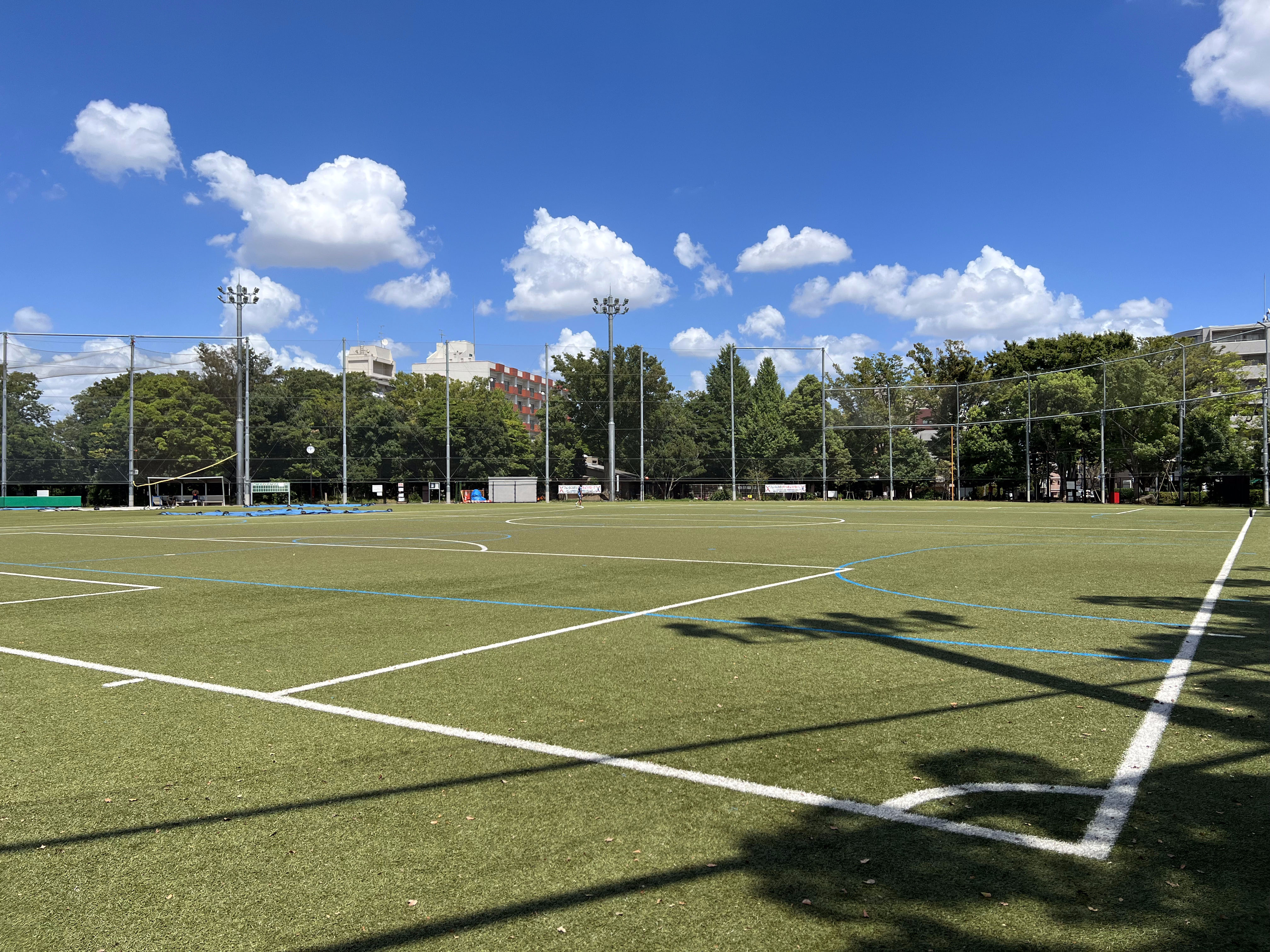
多目的運動広場
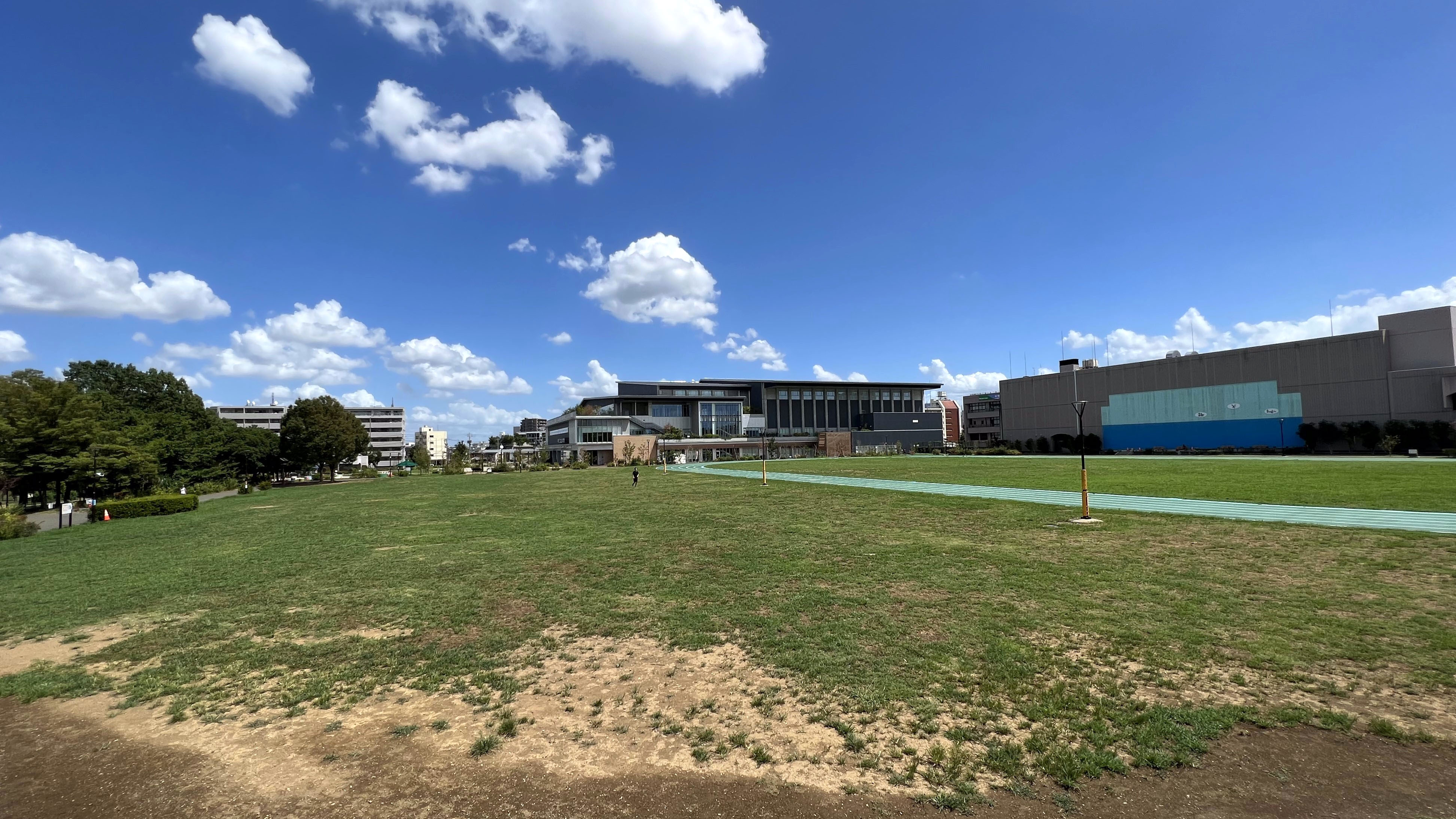
草地広場
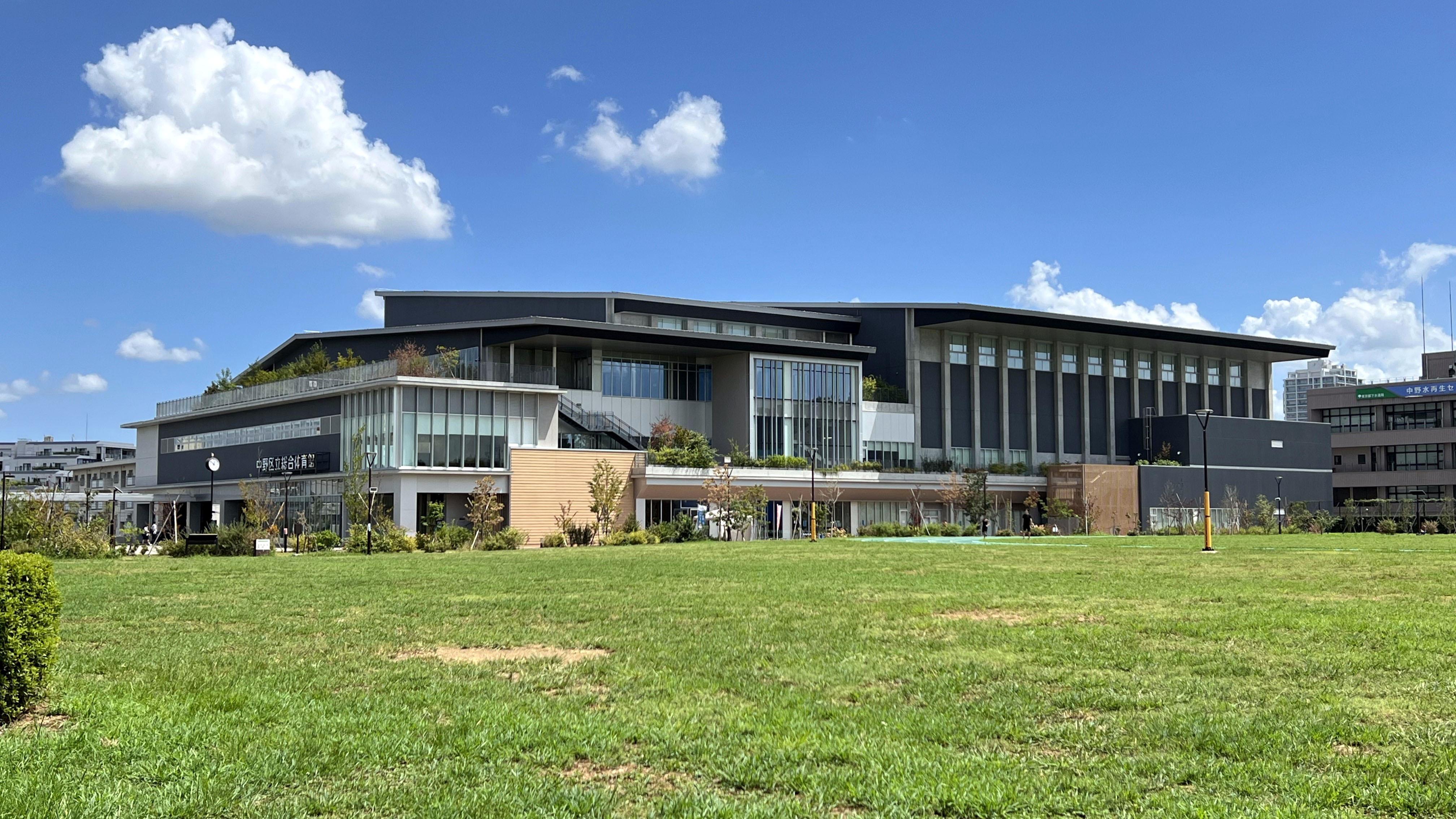
中野区立総合体育館

## アクセスなど
- 西武新宿線沼袋駅より徒歩3分・中野駅より徒歩17分
- 常時開園。ただし施設の利用等は日中のみ。
- 利用は無料。ただし、多目的運動広場の利用に関しては、問い合わせが必要。
- 中野区内の幼稚園・保育園・小学校などの運動会会場としても利用されていた。その他、各種イベント会場としての機能も有していた。

## スポーツ公園化の計画と議論
2015年3月、田中大輔区長（当時）が公園内に体育館と陸上トラック（競技場）を新設する改修計画を発表。2018年1月15日、多目的広場で立木の伐採を開始したことから、同年2月16日、中野区の住民5人が中野区長を相手取り、公園価値が低下することなどを理由に住民訴訟を起こした。同年6月に行われた中野区長選挙では、公園の改修計画も争点の一つとなり「平和の森公園を守る」ことを公約の一つにした酒井直人が当選。新区長は、住民説明会等を通じて陸上トラックを取り下げる変更案を策定し、2019年3月の区議会へ変更案を上程したが議会は僅差で変更案を否決。区長は、計画を当初の案に戻して公園の改修工事を進めることを表明した。